# Mychajlo Tschalyj

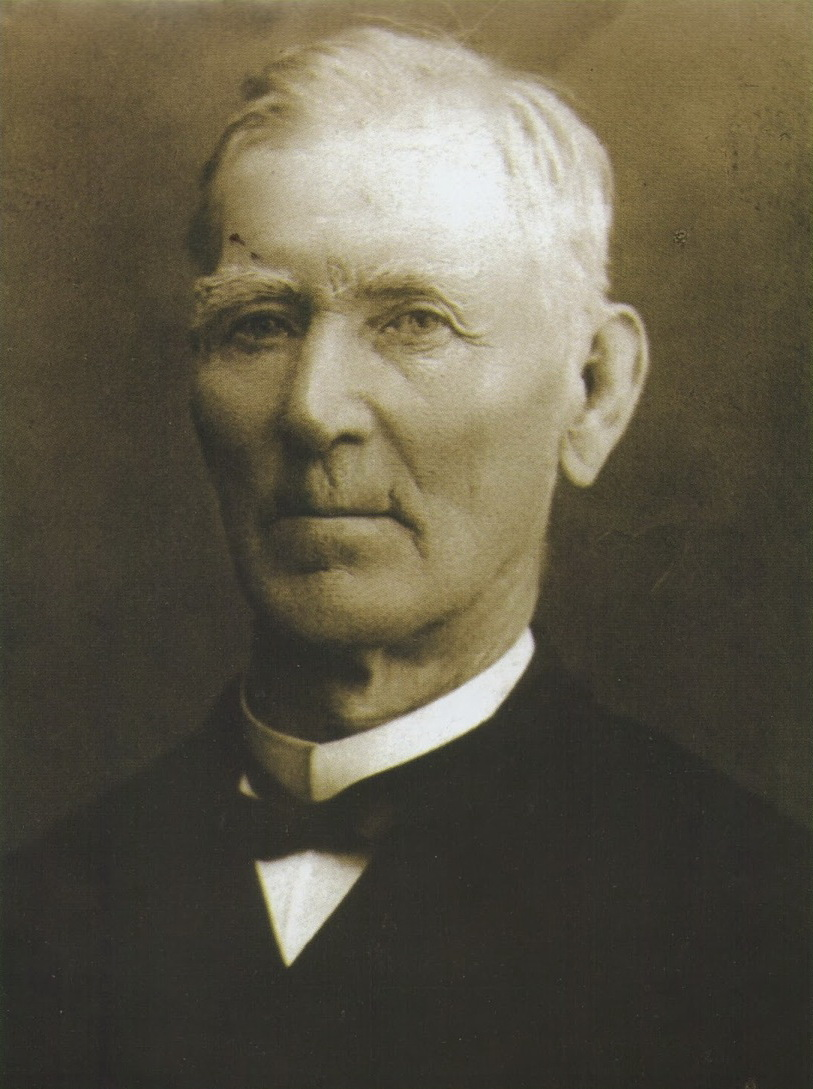
Portraitaufnahme von Mychajlo Tschalyj

Mychajlo Kornijowytsch Tschalyj (ukrainisch Михайло Корнійович Чалий, russisch Михаил Корнеевич Чалый Michail Kornejewitsch Tschaly; * 12. Septemberjul. / 24. September 1816greg. in Nowhorod-Siwerskyj, Gouvernement Tschernigow, Russisches Kaiserreich; † 6. Februarjul. / 19. Februar 1907greg. in Kiew, Gouvernement Kiew, Russisches Kaiserreich) war ein ukrainischer Pädagoge, sozialer und kultureller Aktivist, Schriftsteller, Journalist sowie Biograph Taras Schewtschenkos.

## Leben
Mychajlo Tschalyj kam 1816 in der Kleinstadt Nowhorod-Siwerskyj im Norden der heute ukrainischen Oblast Tschernihiw als Sohn einer alten Kosakenfamilie zur Welt. Sein Vater war ein kleiner Regierungsbeamter. Zunächst besuchte Mychajlo eine Privatschule und 1828 wechselte er an die Oberschule von Nowhorod-Siwerskyj.
Nachdem Tschalyj 1840 die Oberschule abgeschlossen hatte, studierte er ab 1840 an der historisch-philologische Fakultät der Sankt-Wladimir-Universität in Kiew, die er 1844 absolvierte. Im selben Jahr begann er seine dreißigjährige pädagogische Tätigkeit zunächst am Gymnasium in Nemyriw, wo er acht Jahre lang Literatur lehrte. Dort freundete er sich mit dem Maler und Kunstlehrer Iwan Soschenko an, der hier Zeichnen lehrte.
Soschenko weckte in Tschalyj das Interesse an seinem Freund Taras Schewtschenko, den er aus seiner Zeit in Sankt Petersburg kannte und so begann Tschalyj die  Korrespondenz der beiden zu studieren. Zudem besuchte er jedes Jahr mit dem Namen Schewtschenko verbundene Orte und sammelte Materialien zu dessen Leben und Werk.
Als Lehrer für Literatur wechselte er 1852 an das Zweite Kiewer Gymnasium wo er Schulinspektor und später, in Abwesenheit des Direktors, kommissarischer Schulleiter wurde. Zudem wurde er einer der Organisatoren von Sonntagsschulen in Kiew. Ab Juli 1856 lehrte am Zweiten Kiewer Gymnasium auch sein Freund Iwan Soschenko, den er eingeladen hatte, hier zu arbeiten. In Soschenkos Kiewer Wohnung lernte er im August 1859 Taras Schewtschenko persönlich kennen und korrespondierte seit dieser Zeit mit diesem. Nach Schewtschenkos Tod nahm Tschalyj eine aktive Rolle bei der Organisation von dessen Beerdigung in der Ukraine ein. Schließlich wurde er der Verfasser des 1882 erschienenen Werks „Leben und Werk von Taras Schewtschenko“, der zu dieser Zeit umfassendsten biographischen Arbeit über Taras Schewtschenko.
Als Direktor ging er 1861 an das Gymnasium in Bila Zerkwa und 1869 wurde er der Direktor am berühmten Lyzeum in Nischyn. Als Mann progressiver Ansichten hatte er Einfluss auf die Intelligenz und seine Lyzeumschüler. 1875 ließ er sich pensionieren, zog zurück nach Kiew, wo er fortan in seinem Haus in der Gogol-Straße Nr. 9 lebte und sich der Literatur und den Biographien von Schewtschenko und Konstantin Uschinski widmete. 
Von 1882 an war er Mitglied der Redaktion des im selben Jahr von Feofan und Petro Lebedynzew gegründeten Magazins Kiew Starina (Киевская старина, zu deutsch „Kiew Antike“), in dem er unter anderem in den Jahren 1889 und 1892–1895 seine „Memoiren“ und 1897 „Aus der Korrespondenz von Taras Schewtschenko mit verschiedenen Personen“ veröffentlichte.
Seine letzten zwei Lebensjahre lebte er recht isoliert in seinem Kiewer Haus, das er nur noch selten verließ. Selbst der jährlichen Gedenkfeier für Taras Schewtschenko, deren Besuch er früher als Pflicht betrachtete, blieb er fern. Er starb 1907 90-jährig in Kiew und wurde dort auf dem Baikowe-Friedhof bestattet.

## Ehrungen
- Sankt-Stanislaus-Orden 2. Klasse (1864)
- Orden des Heiligen Wladimir 3. Klasse (1874)
- In Kiew wurde 1961 ihm zu Ehren eine Straße benannt.[3]